# Pivoňka čínská

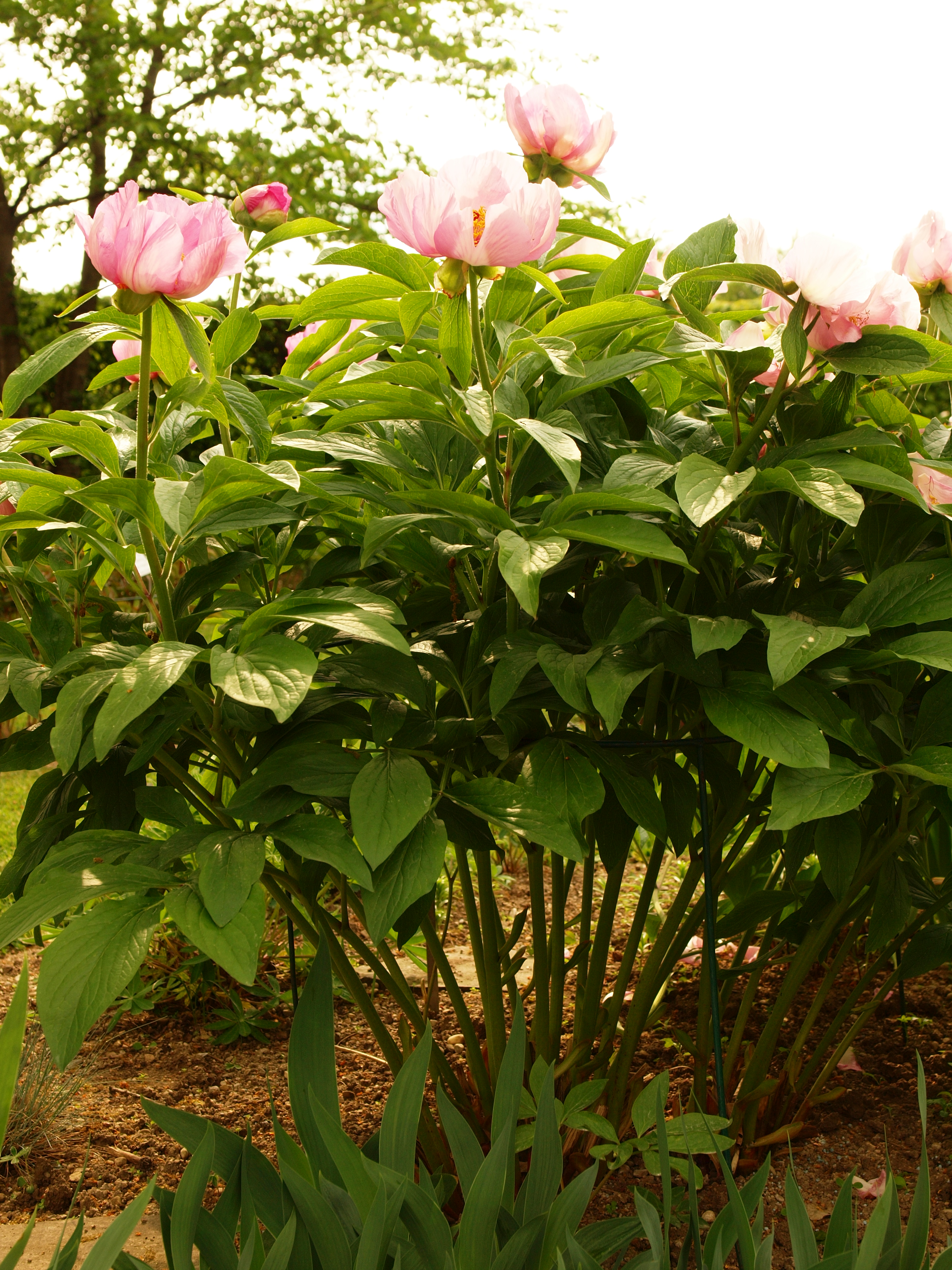
Rozrostlá bylina

Pivoňka čínská (Paeonia lactiflora) je vytrvalá, původem východoasijská květina, která byla v zahradách Číny a Japonska pěstována již v pátém století našeho letopočtu. V roce 1754, kdy byla dovezena do Evropy, existovalo v Asii již více než sto kultivarů vzniklých přirozeně nebo šlechtěním. Dovezené rostliny se od v Evropě známé pivoňky lékařské odlišovaly a zalíbily se, což bylo popudem pro další šlechtění evropskými zahradníky. Je považována za mateřskou rostlinu téměř všech dnes pěstovaných kultivarů bylinných pivoněk.

## Rozšíření
Za místa původního výskytu této květiny jsou považované oblasti Číny, Mongolska a Vietnamu, odkud se v dávné minulosti rozšířily do Japonska, na Korejský poloostrov a jih ruského Dálného východu. V současnosti bývají pivoňky čínské běžně pěstované v zahradách téměř celého mírného pásma, téměř vždy se však nejedná o původní rostliny, nýbrž o vyšlechtěné křížence.

## Ekologie
Ve své domovině rostou na loukách, na kamenitých i křovinami porostlých stráních i po okrajích lesů. Vyskytují se na osluněných stanovištích s vlhkou, mírně kyselou a živinami bohatou půdou až do nadmořské výšky 2300mm. Za vhodných podmínek rostou a kvetou na stejném místě po desítky let. Jsou tolerantní k široké škále půdních podmínek, ale dlouho nepřežijí na stanovištích trvale zamokřených nebo dlouhodobě suchých. Je geofyt s ploidií 2n = 10.

## Popis

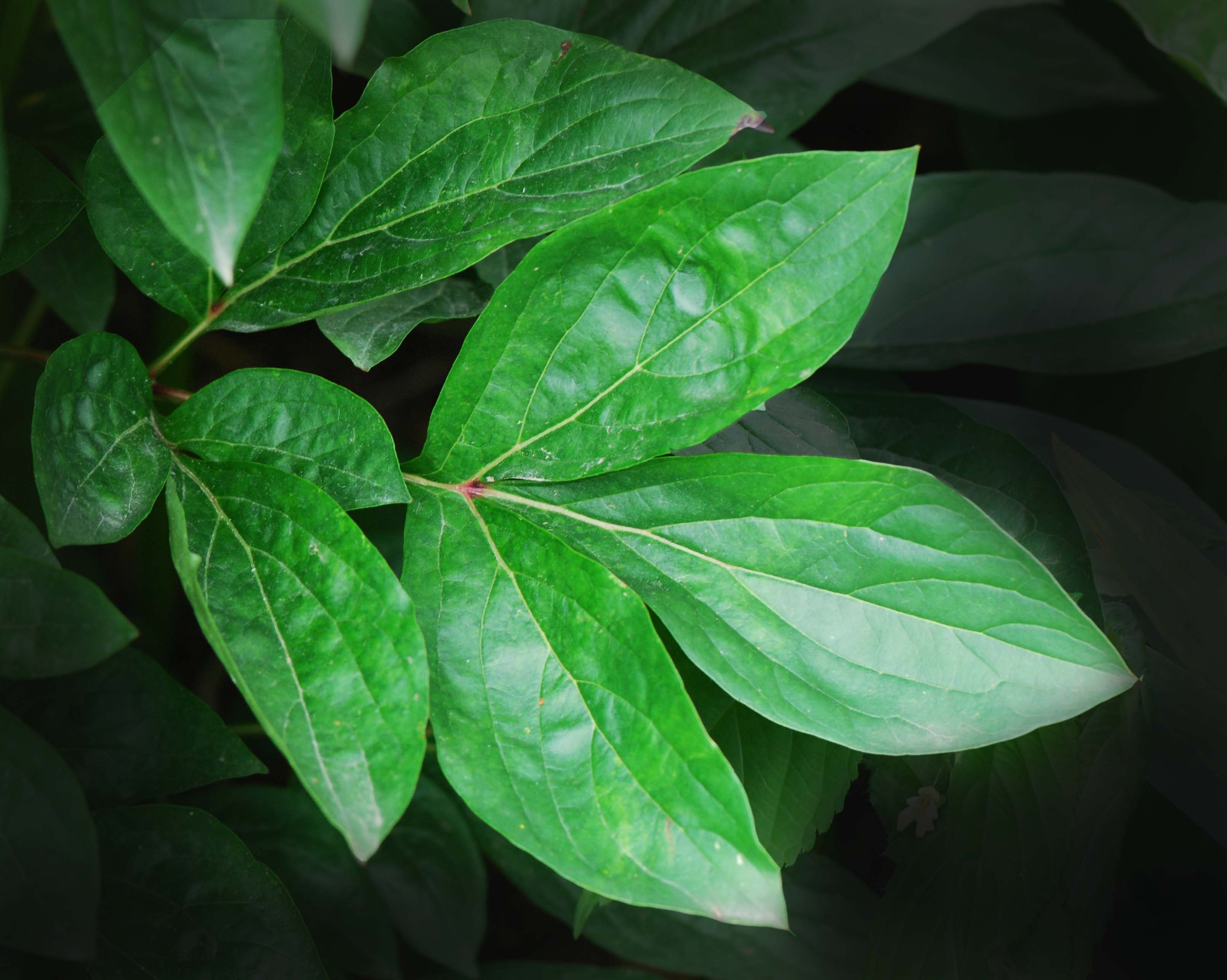
List

Vytrvalá bylina vysoká okolo 60 cm vyrůstající z hustých, ztlustlých kořenů. Lodyha je rozvětvená, lysá a její jarní, mladé odbočky bývají tmavočerveně naběhlé. Listy jsou velké, lesklé, kožovité, a obvykle dvakrát trojčetné, na líci bývají tmavě a na rubu světle zelené, okraj mají chrupavčitý a někdy vroubkovaný. Lístky jsou oválné až kopinaté, mívají krátké řapíčky nebo jsou po stranách přisedlé.
Na koncích z lodyhy odbočujících větví vyrůstají vonné květy velké 7 až 10 cm, jsou růžové nebo bílé, u zahradních kultivarů bývají větší a purpurové až červenofialové. Květy jsou oboupohlavné a mají volný, zelený, pětičetný kalich a korunu složenou z osmi a více obvejčitých lístků. Obsahují zvětšený nektarový terč, žluté tyčinky s prašníky a tři až šest pestíků s růžovou, zakřivenou bliznou. Květy se mohou opylit i vlastním pylem přeneseným hmyzem, nejčastěji motýly, přilétajícími pro nektar. Plod je dřevnatějící, podlouhle elipsoidní měchýřek dlouhý asi 2,5 cm a vyrůstající obvykle v souplodí. Po dozrání podélně puká a vypouští velká, hnědá semena.

## Rozmnožování
Přírodní odrůdy se množí semeny nebo rozrůstáním kořenů. Vyšlechtěné odrůdy se pro zachování vlastností množí oddělky kořenů, navíc často nevytvářejí plody nebo jejich semena neklíčí. Semena původních kultivarů vysetá brzy po dozrání klíčí asi za šest týdnů, mladým semenáčům škodí brzké přesazení, vysazují se na stanoviště obvykle až ve dvou letech. Kvetou za čtyři až pět let. Silnější rostliny lze dělit na jaře i na podzim. Oddělek s jedním nebo dvěma pupeny bude po několik let vytvářet jen listy, s více pupeny pokvete mnohem dřív.

## Význam
Pivoňka čínská má velký význam pro okrasné zahradnictví, přestože se nyní pěstuje jen výjimečně, téměř všechny současné odrůdy jsou kříženci, kteří z ní pocházejí. Uplatňuje se v zahradách jako solitéra i ve skupinách různých odrůd rozkvétajících postupně. Je také vhodnou květinou k řezu.
Vědecké jméno rodu Paeonia je odvozeno ze jména Paean, řeckého boha lékařů, v Číně je pivoňka využívána více než 1500 let jako léčivá rostlina. Používá se hlavně kořen starší rostliny sklízený na podzim. Hlavní léčivou složkou je paeonol, paeoniflorin a mnoho dalších monoterpenů a flavonoidů.

## Pěstování
Vhodné je pro ni umístění na slunném stanovišti, nejvýše v polostínu. Je náročná na živiny v půdě, půda má být lehká, neutrální. Množí se dělením trsů.
Velká kolekce pivoněk je v Botanické zahradě hl. m. Prahy, která pěstuje 237 odrůd (2023), a v Průhonické botanické zahradě, ve které je 479 odrůd (2023).
Šlechtěním odrůd P. lactiflora a jejích hybridů se zabývala Uljana Blažková a Pavel Sekerka.

## Galerie

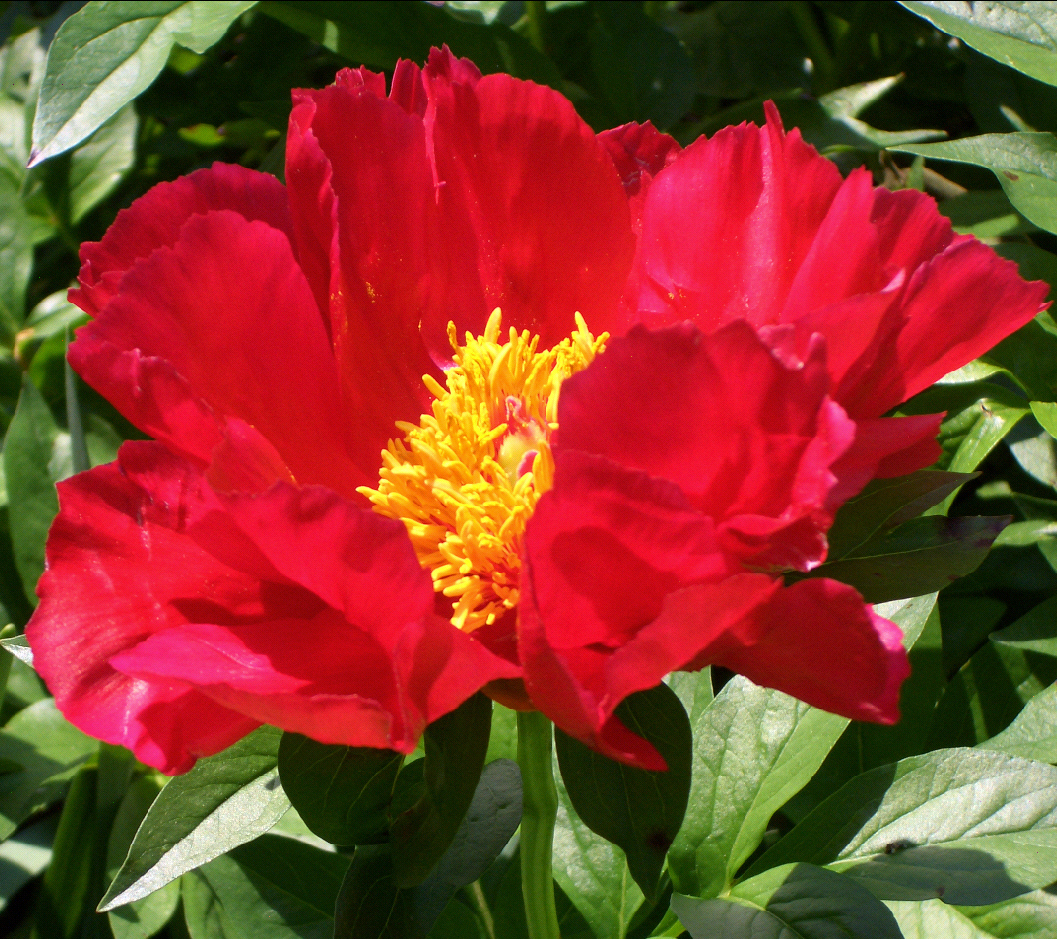
Kultivar 'Blaze'
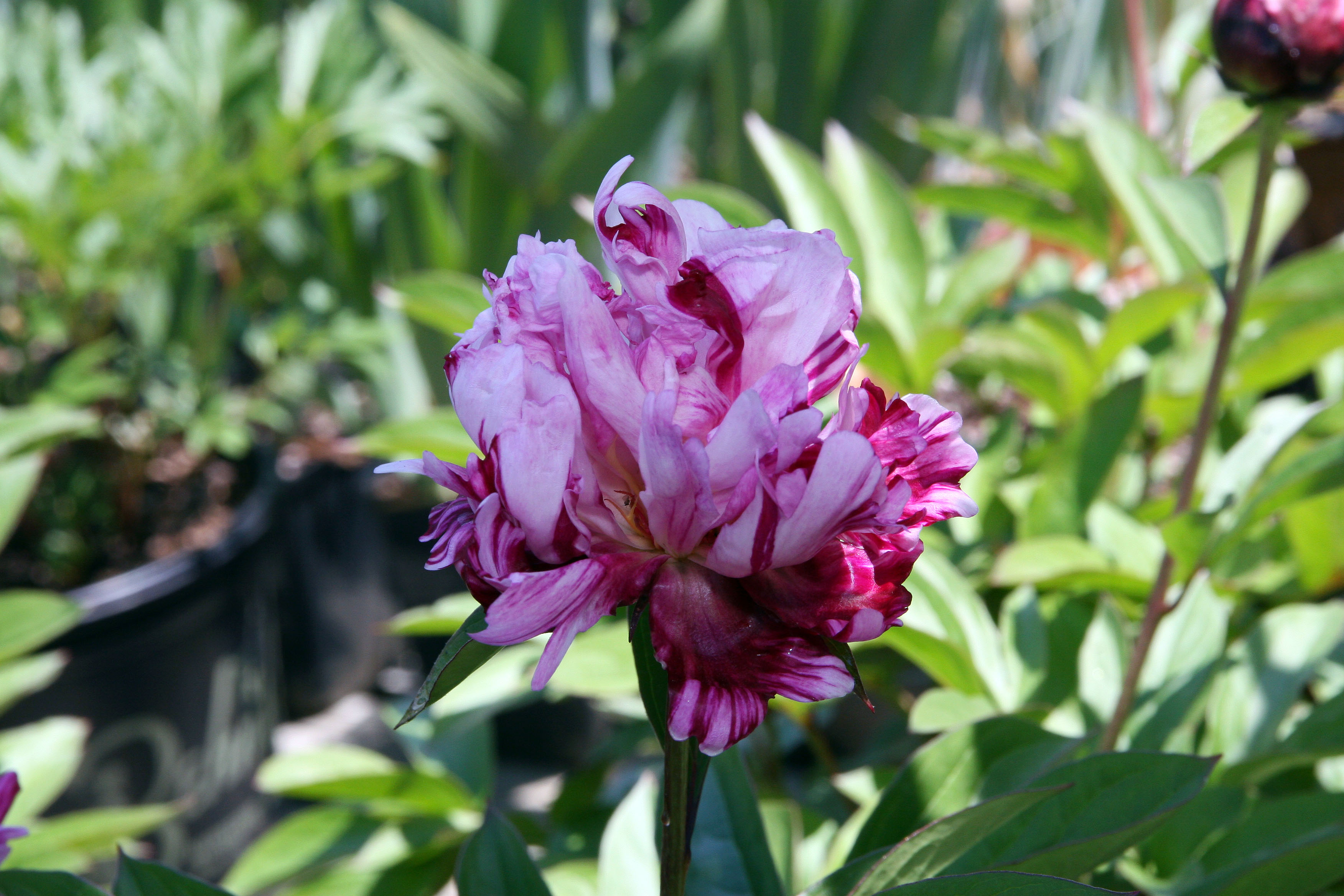
Kultivar 'Circus Circus'
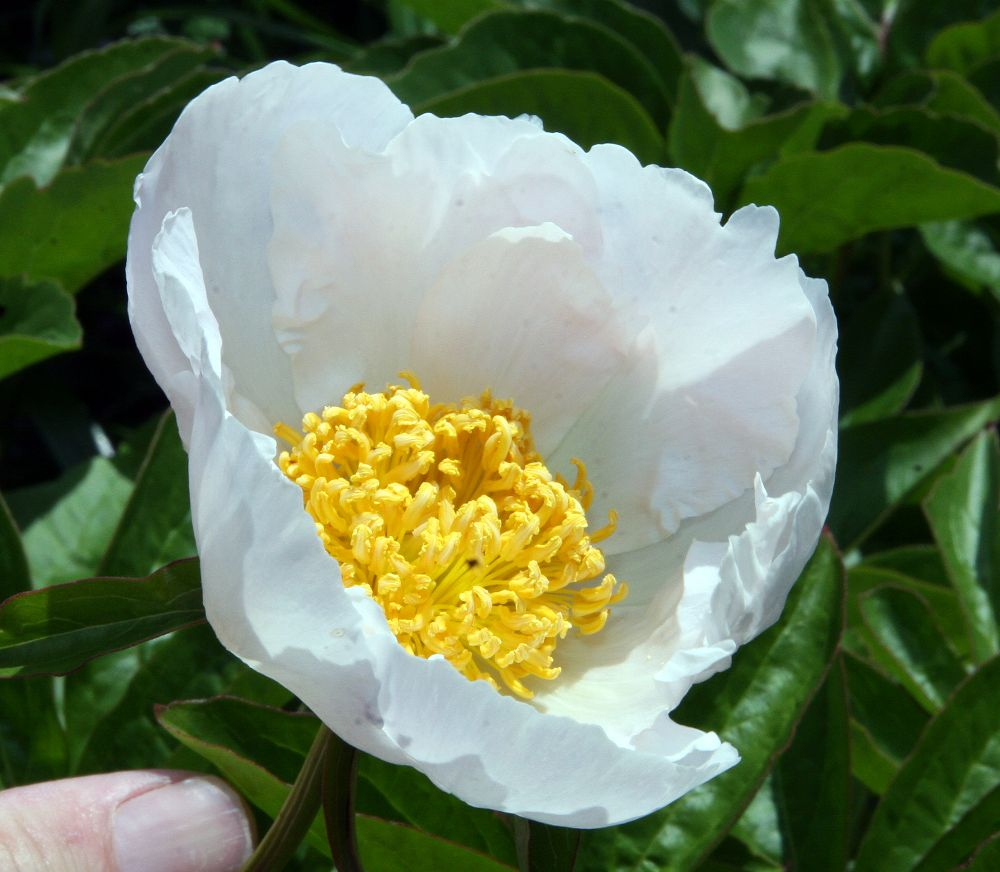
Kultivar 'Krinkled White'
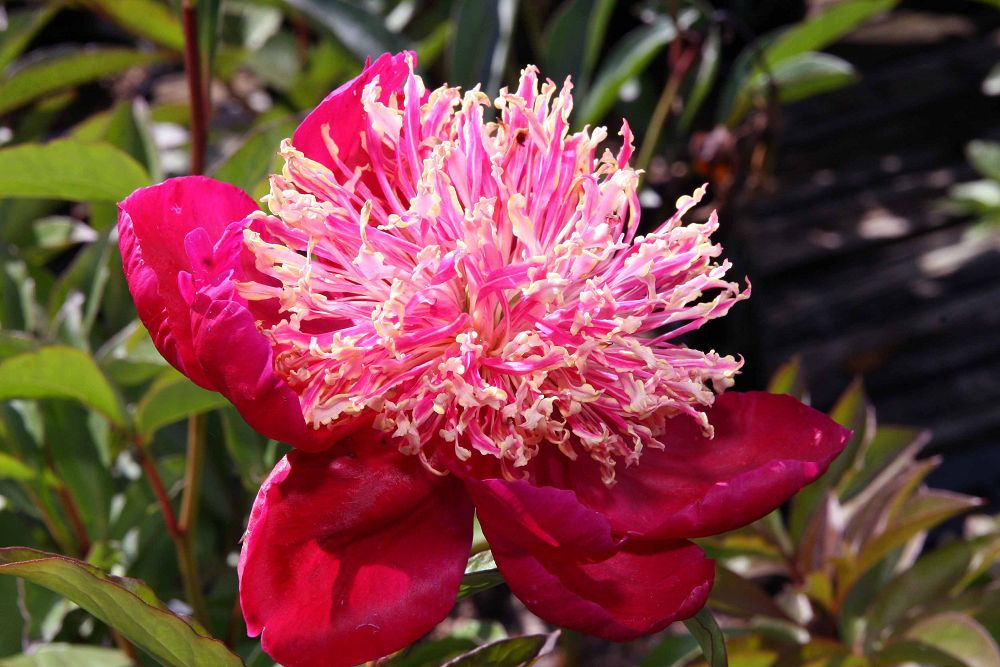
Kultivar 'Bowl of Beauty'